# Španělsko na Letních olympijských hrách 1976
Španělsko se účastnilo Letní olympiády 1976 v kanadském Montréalu. Zastupovalo ho 113 sportovců (103 mužů a 10 žen) ve 13 sportech.

## Medailisté
| Medaile | Jméno                                                                     | Sport      | Soutěž                  |
| ------- | ------------------------------------------------------------------------- | ---------- | ----------------------- |
| Stříbro | Antonio Gorostegui Pedro Luís Millet                                      | Jachting   | družstvo mužů třída 470 |
| Stříbro | José María Esteban José Ramón López Herminio Menéndez Luis Gregorio Ramos | Kanoistika | Muži kajak K-4 1000 m   |